# Семенов Аверкій Іванович
Аверкій Іванович Семенов (1857 — ?) — селянський депутат II Державної думи від Подільської губернії.

## Біографія

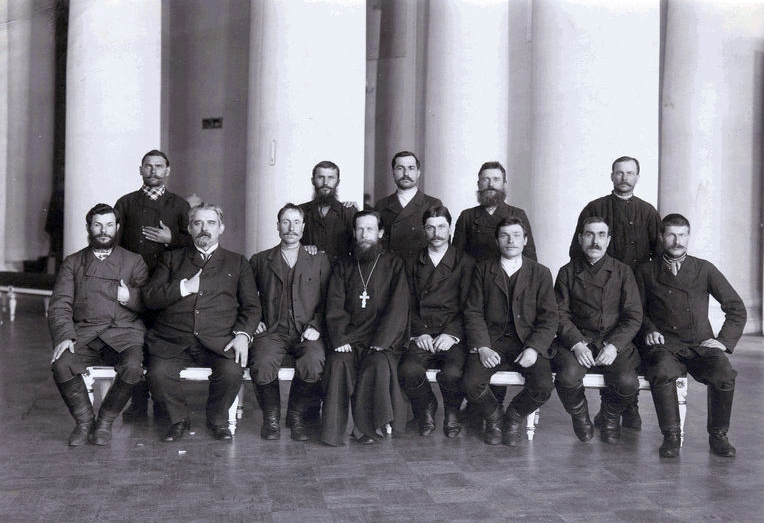
Депутати Державної думи II скликання від Подільської губернії. Стоять: Соловей А.А., Невідомий-1, Невідомий-2, Мороз П.С., Туперко С.Т .; сидять: Семенов А.І., Лісовський В. К., Дидурик А.І., Гриневич А.Ю., Рогожа П.М., Матвіїв С.К., Зубченко П.С., Дубоніс Ф.Ф.

Православний, селянин села Бубнівки Гайсинського повіту.
Початкову освіту здобув удома, малограмотний. Займався землеробством (3½ десятин).
У лютому 1907 року був обраний члени II Державної думи від Подільської губернії з'їздом уповноважених від волостей. Входив до Трудової групи та фракції Селянського союзу. Складався членом аграрної комісії. Виступав із аграрного питання, про величину контингенту новобранців, про зміну розпису державного поземельного податку.
Подальша доля невідома.